# بریانا عاشق جینا
بریانا عاشق جینا (در انگلیسی: Briana Loves Jenna) نام یک فیلم پورنوی آمریکایی است که در سال ۲۰۰۱ میلادی تولید، ساخته و پخش شد. بازیگران بسیار مشهور فیلم‌های پورنو در این فیلم بازی کردند. هنرپیشگان اصلی فیلم بریانا بنکس و جینا جیمسون بودند. بودجه فیلم بریانا عاشق جینا در حدود ۲۸۰ هزار دلار آمریکا بود که این فیلم را به یکی از پرخرج‌ترین فیلم‌های پورنوی ساخته شده تبدیل کرد.